# Kovemmat kädet
Kovemmat kädet (en finlandés Manos más Fuertes) es el título del segundo álbum de estudio de la banda rock/pop finlandesa PMMP. Fue lanzado en 2005, y ha recibido grandes elogios de la crítica musical de su país natal; se considera un sonido más maduro el del grupo en este material. Además ha logrado consegrar a PMMP como una de las bandas más populares actualmente en la escena musical de Finlandia.
El álbum se reeditó ese mismo año bajo el nombre Kovemmat kädet-kumipainos, incluyendo dos canciones más (entre ellas uno de sus mayores éxitos y cover de la banda finlandesa Noitalinna huraa!, "Pikkuvelli") y dos videoclips.
Llegó al puesto #2 de los discos más vendidos de Finlandia.

## Lista de canciones
1. Kovemmat kädet (Manos más Fuertes)
2. Matkalaulu (Canción de Viaje)
3. Oo siellä jossain mun (Se Mio en Algún Lugar)
4. Päiväkoti (Guardería)
5. Mummola (Abuelita)
6. Matoja (Gusanos)
7. Auta mua (Ayúdame)
8. Onni (Felicidad)
9. Olkaa yksin ja juoskaa karkuun (Estate Solo y Huye)
10. Maríaa Magdalena.
11. Salla tahtoo siivet (Salla Quiere Alas)
Versión "Kumipainos" también incluye:
12. Kumivirsi (Canción de goma)
13. Pikkuveli (Hermanito)

- Päiväkoti (video)
- Matkalaulu (video)

## Sencillos extraídos
- Päiväkoti.
- Oo siellä jossain mun.
- Matkalaulu.
- Pikkuveli.